# 约瑟夫 (男名)
约瑟夫，源於希伯來语יוֹסֵף（Yōsef），译自 יהוה להוסיף，根据《希伯来圣经》，其意思是“上帝将提升”。在阿拉伯语（包括《古兰经》）为يوسف（Yūsuf），维吾尔族人常用为‎。西班牙语、葡萄牙语为José，意大利语为Giuseppe，俄语为，英語、法语、德语皆爲Joseph。昵称中男名有Joe和Joey，女名为Jo，有时拼写为Jos。
由於在英語Joseph及義大利語Giuseppe中，ph與ppe為氣音；西班牙語、葡萄牙語中，José無「f」音，故英語稱為约瑟夫或约瑟，法語稱爲若澤夫；西班牙語稱為何塞；葡萄牙語稱為若澤。意大利語則譯爲朱塞佩。阿拉伯語譯爲優素福，維吾爾語譯爲玉素甫。
该名在很多国家非常常见，和罗伯特在1925年至1972年间始终位列美国十大最常见的男孩名，也是20世纪意大利最常见男名，并在当代以色列尤其常见。

## 著名人物

### 圣经
- 聖若瑟 - 新約聖經中耶稣的父亲，马利亚的丈夫。
- 亞利馬太的約瑟 - 新約聖經中埋葬耶穌的人，來自亞利馬太。
- 約瑟 (舊約聖經) - 舊約聖經創世記中，雅各的第十一位兒子。

### 意大利
- 弗拉維奧·約瑟夫斯（Josephus），第一世紀時的著名的猶太歷史學家
- 朱塞佩·威尔第（Giuseppe Verdi），歌剧作曲家
- 朱塞佩·托雷利（Giuseppe Torelli），意大利小提琴家，巴洛克风格作曲家
- 朱塞佩·加里波底（Giuseppe Garibaldi），意大利爱国志士，建国三杰之一
- 朱塞佩·罗西（Giuseppe Rossi），是一名美国出生的意大利籍足球员，曾加盟曼联，现效力意大利甲级联赛佛罗伦萨队
- 朱塞佩·贝尔戈米（Giuseppe Bergomi），足球员，曾效力球会国际米兰
- 若泽夫·昂里耶，意大利毛主义者，将法兰克－普罗旺斯语重命名为阿尔卑坦语，在法国、意大利成为常用名称，但在瑞士仍称“方言”（patouès）。

### 奧地利
- 弗朗茨·约瑟夫·海顿（Franz Joseph Haydn），音樂家。他繼巴赫之後的第一位偉大的器樂作曲家，是古典音樂風格的傑出代表。
- 弗朗茨·约瑟夫，奧地利皇帝（1848~1916在位）奧地利在位最久的君主，任內奧地利帝國改制為奧匈帝國並在1914年因塞拉耶佛事件而對塞爾維亞宣戰導致一戰爆發。是一位廣受愛戴的君主。

### 苏联
- 约瑟夫·斯大林，苏联前最高领导人。

### 美国
- 约瑟夫·拜登，第46任美国总统。

### 塞爾維亞
- 约瑟夫·潘契奇，塞爾維亞皇家學院首任院長，被譽為“塞爾維亞植物學之父”。

### 西班牙
- 何塞·安东尼奥·普里莫·德里维拉，西班牙政治家。